# Castilleja de la Cuesta
Castilleja de la Cuesta és una localitat de la província de Sevilla, Andalusia, Espanya. L'any 2005 tenia 16.819 habitants. La seva extensió superficial és de 2 km² i té una densitat de 8409,5 hab/km². Les seves coordenades geogràfiques són 37° 23′ N, 6° 03′ O. Està situada a una altitud de 96 metres i a 5 kilòmetres de la capital de la província, Sevilla.

## Fills il·lustres
- Pedro Fernández de Castilleja (1487-1574) compositor musical.[1]